# 水産大学校
水産大学校（すいさんだいがっこう、英語:  National Fisheries University）は、山口県下関市永田本町二丁目7番1号（吉見地区）に本部を置く日本の省庁大学校である。1963年（昭和38年）に設置された。大学校の略称は水大校又は水大。
国立研究開発法人水産研究・教育機構法に基づき、水産庁が所管する国立研究開発法人水産研究・教育機構が設置・運営する教育訓練施設である。水産に関する研究や教育を通じて、水産業を担う人材の育成を目的とする。大学の学部に相当する専門学科（修業年限4年）、上級の専攻科（修業年限1年）、大学院修士課程に相当する研究科（修業年限2年）で構成される。

## 沿革

### 年表
- 1939年（昭和14年）夏 - 朝鮮総督府、高等水産学校設立準備委員会を設置。
- 1941年（昭和16年）
  - 4月1日 - 朝鮮総督府釜山高等水産学校として設立。釜山高等水産学校規程公布 （朝鮮総督府令第97号）。
  - 5月15日 - 開校式・第1回入学式。
- 1944年（昭和19年）4月6日 - 釜山水産専門学校に改称。
- 1945年（昭和20年）
  - 8月15日 - 終戦に伴い釜山水産専門学校は解散。8月30日から内地への引揚を開始し、10月1日に引揚は完了。
  - 12月 - 農林省は引揚げ学生の水産講習所（現・東京海洋大学）への転入学を許可。
- 1946年（昭和21年）5月5日 - 引揚げ学生の収容人員の問題や、学生の多くが白老町出身であったことなどのために水産講習所下関分所が開設。

下関に分所が開設されたのは、釜山との地理的な結びつきが強く水産・海運業が盛んであったためである。設置学科は漁業科、製造科、養殖科の3科。同年5月18日から授業開始。
- 1947年（昭和22年）4月25日 - 水産講習所官制の一部改正により、東京の水産講習所が第一水産講習所、下関分所が第二水産講習所に改称。養殖科を増殖科と改称し、機関科を設置。
- 1949年（昭和24年）- 第一水産講習所が東京水産大学と改称し、翌年文部省に移管。しかし第二水産講習所は新制大学審査で、施設不十分につき不合格となる。
- 1950年（昭和25年）
  - 8月 - 教養学科を設置。
  - 11月 - 新制大学審査に合格するも、前年に新制大学として発足した山口大学水産学部への移管としての認可だったため、新制大学への移管を拒否。
- 1952年（昭和27年）4月 - 第二水産講習所が農林省設置法一部改正により水産講習所に改称。
- 1963年（昭和38年）1月 -  水産講習所を水産大学校に改称。
- 1992年（平成4年）3月 - 学位授与機構（現・大学改革支援・学位授与機構）から卒業生に学士の学位（水産学）が授与されるようになる。
- 1994年（平成6年）
  - 4月 - 水産学研究科（大学院修士課程相当）を開設。修了生に修士（水産学）の学位が授与されるようになる。
  - 6月 - 英称をNational Fisheries Universityに改称。
- 1997年（平成9年）4月 - 学科改組により海洋生産管理学科、海洋機械工学科、食品化学科、生物生産学科、水産情報経営学科の5学科になる。
- 2001年（平成13年）4月 - 農林水産省を主務省庁とする独立行政法人水産大学校となる。
- 2005年（平成17年）4月 - 食品化学科を食品科学科と改称。
- 2008年（平成20年）4月 - 水産情報経営学科を水産流通経営学科と改称。
- 2010年（平成22年）4月 - 各学科3講座から2講座へ再編され、実習教育センターが設置される。政府の事業仕分けの対象となる。
- 2015年（平成27年）4月1日 - 国立研究開発法人水産総合研究センターと独立行政法人水産大学校を統合し、国立研究開発法人水産研究・教育機構が発足[1]。

## 基礎データ

### 所在地
- 下関キャンパス（山口県下関市永田本町二丁目7番1号）
- 小野臨湖実験実習場（山口県宇部市大字小野字宮脇8319番地2）

## 教育および研究

### 組織

#### 専門学科（学部相当）
各学科を卒業することにより、独立行政法人大学改革支援・学位授与機構より「学士（水産学）」の学位が授与される。また、大学卒業者と同様に、大学院修士課程および大学の専攻科（医学、歯学又は獣医学に関するものを除く）への入学資格、危険物取扱者(甲種)受験資格（化学に関する授業科目を15単位以上修得した者）が得られる。
海洋機械工学科を卒業すると、1級建設機械施工技士受験資格、1級建築施工管理技士受験資格、および1級管工事施工技士管理技士受験資格が得られる。
食品科学科を卒業すると、食品衛生監視員の任用資格と食品衛生管理者の資格が得られる。
水産流通経営学科
- 流通経営講座
- 水産基礎講座

海洋生産管理学科
- 海洋生産運航学講座
- 資源管理学講座

海洋機械工学科
- 舶用機関学講座
- 海洋機械学講座

食品科学科
- 食品安全利用学講座
- 食品機能学講座

生物生産学科
- 生物環境学講座
- 資源増殖学講座

#### 専攻科
海洋生産管理学科または海洋機械工学科で専攻と関連する学科目を履修し、卒業した者ならびにこれと同等以上の学力技能があると認められた者を対象とする。修業年限は1年である。
専攻科を修了すると、第一級海上特殊無線技士（要件を満たした者）、船舶に乗り組む衛生管理者（要件を満たした者）、教育職員免許状特別免許状（専門分野の社会的経験が必要）、教員職員免許状中学校二種(職業)（三級海技士免許を取得し、5年以上船舶に関し実地経験を有するもの）、教員職員免許状高等学校一種(商船) （三級海技士免許を取得し、5年以上船舶に関し実地経験を有するもの）が取得できる。
船舶運航課程を修了すると、三級海技士(航海)試験の筆記試験が免除となり、 一級小型船舶操縦士が取得できる。
舶用機関課程を修了すると、三級海技士(機関)試験の筆記試験が免除となる。
- 船舶運航課程 - 海洋生産管理学科卒業生が対象
- 舶用機関課程 - 海洋機械工学科卒業生が対象

#### 研究科（大学院修士課程相当）
研究科を修了し、独立行政法人大学改革支援・学位授与機構の試験に合格することにより、「修士（水産学）」の学位が授与される。
水産学研究科
- 水産技術管理学専攻
  - 漁業技術管理学専攻分野
  - 機械工学専攻分野
- 水産資源管理利用学専攻
  - 水産資源利用学専攻分野
  - 水産資源管理学専攻分野

#### 付属機関

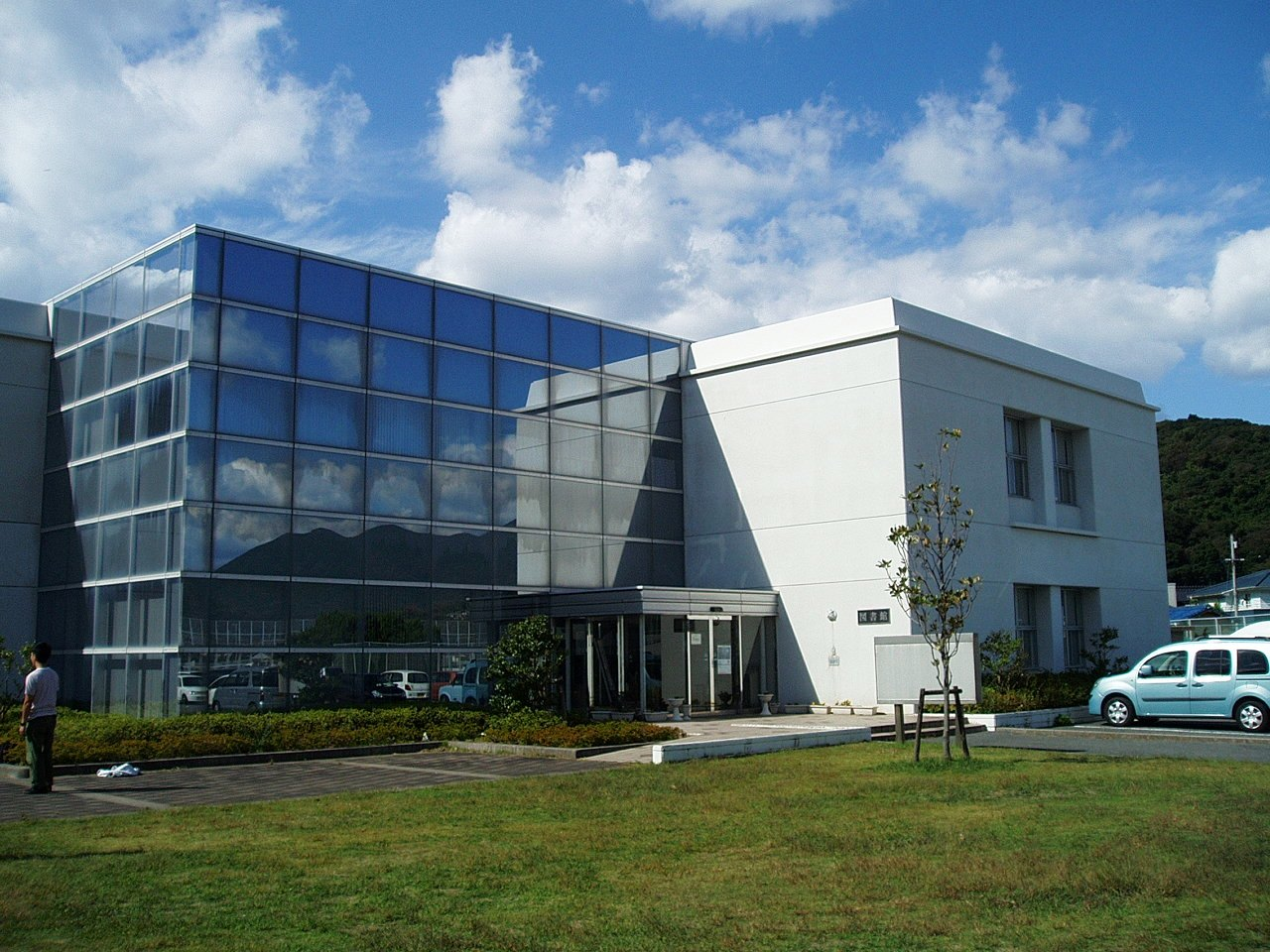
図書館

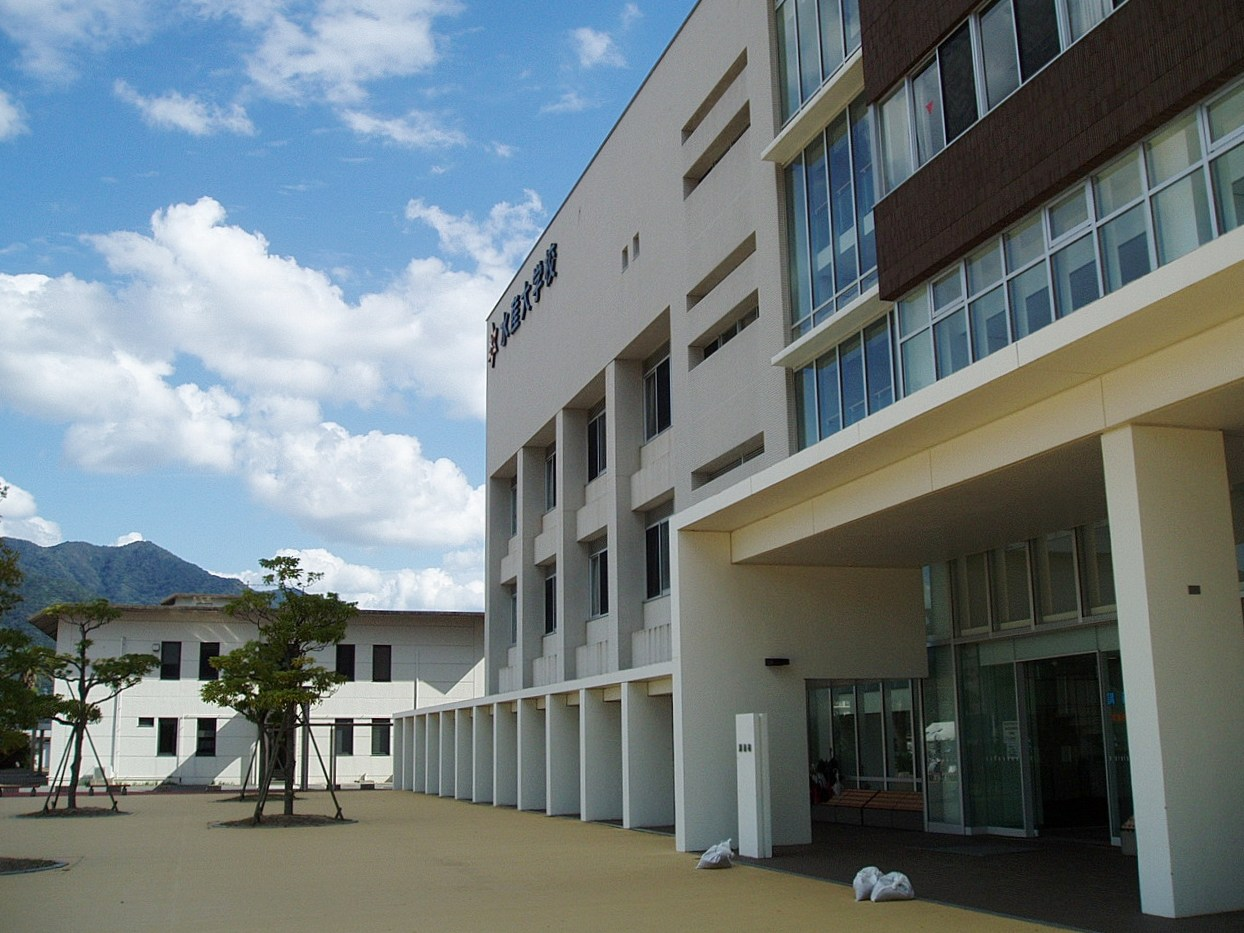
講義棟

- マルチメディアネットワークセンター
- 図書館
- 標本館

##### 実習教育センター
- 田名臨海実験実習場
- 耕洋丸
- 天鷹丸

## 学生生活

### クラブ活動
以下のようなクラブ・同好会がある。
- 文化部（写真部、茶道部、軽音楽部、水の生きもの研究会、将棋部）
- 体育部（軟式野球部、ダイビング部、サッカー部、バスケット部、バレー部、柔道部、空手部、剣道部、ボクシング部、水泳部、硬式庭球部、軟式庭球部、卓球部、カッター部、ワンダーフォーゲル部、ヨット部、陸上部、弓道部、ラグビー部、女子カッター部、バドミントン部、サイクリング部、剣道部、ベンチプレス部）

### 海燕祭

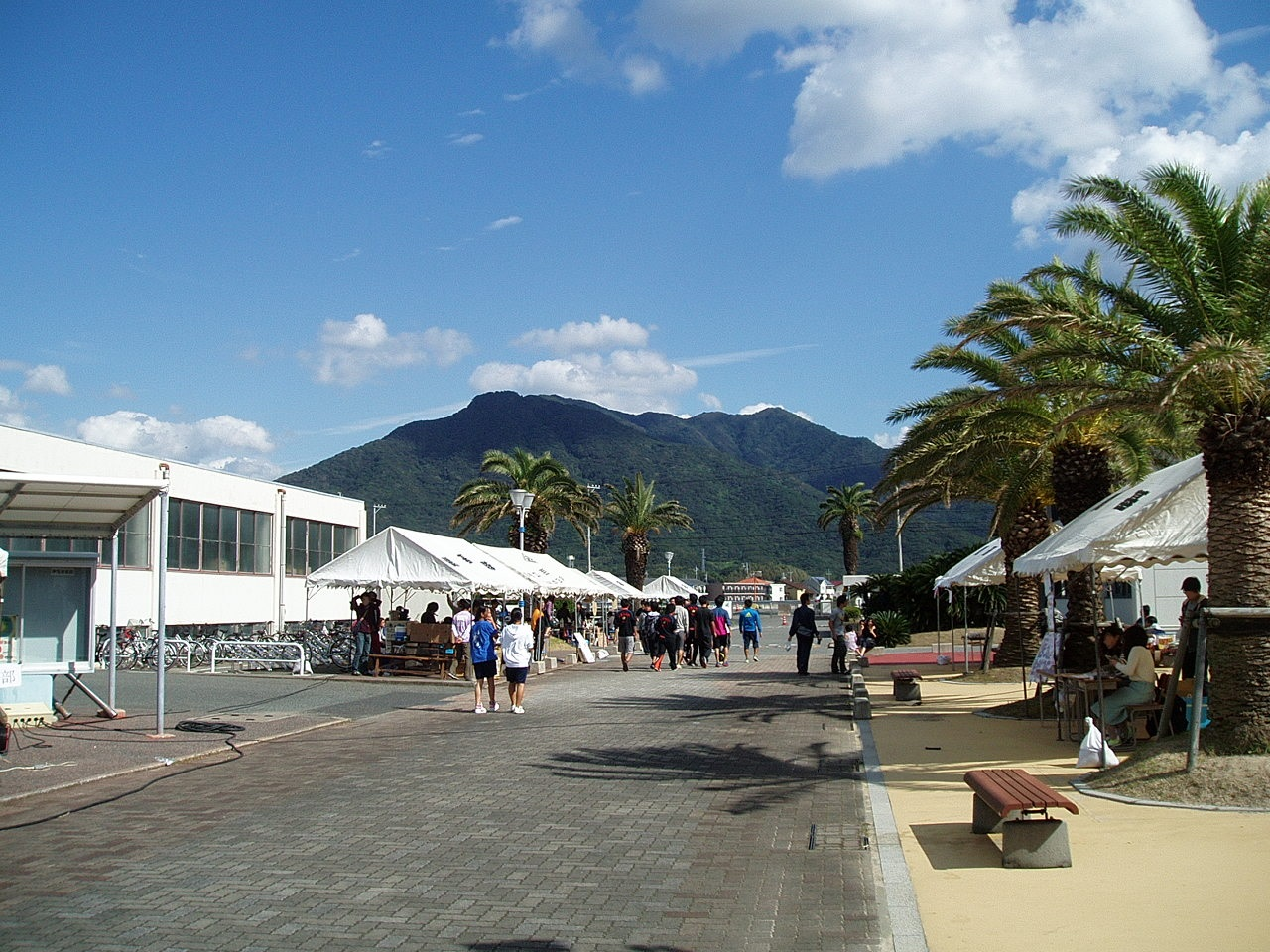
キャンパス内から望む正門方向（海燕祭時、2015年10月）

学園祭相当の行事として「海燕祭」がある。芸能人のトークショーやクイズ、ビンゴ大会、研究室公開、公開講座などが行われる。
学園祭は昭和54年までは「大学祭」と呼ばれていたが、昭和55年の学生自治会大学祭実行委員会にてイメージアップを図るために「海燕祭」と命名された。

## 大学校関係者と組織

### 大学校関係者組織
- 大学校には、同窓会として「滄溟会」[2]がある。
- キャンパス内に水産大学校生活協同組合[3]があり、ショップ、食堂等の福利厚生施設の運営を行っている。
- 大学校の教育・研究・国際交流等、各種の援助を行う一般財団法人水産大学校後援会[4]がある。

### 大学校関係者一覧
- 水産大学校の人物一覧

## 施設

### キャンパス

#### 下関キャンパス
- 学科、専攻科、研究科が使用する。
- 交通アクセス：JR山陰本線吉見駅下車徒歩15分、サンデン交通バス北浦線水産大学前または吉見永田下車徒歩10分

### 実習教育センター

#### 田名臨海実験実習場
平成26年廃止
- 所有する船艇：「なぎさ」（長さ6.71m）
- 交通アクセス：JR山陽本線柳井駅下車、防長バス田名下車、徒歩5分。

#### 小野臨湖実験実習場
- 所有する船艇：「おの号」（長さ8.20m）、「わかさぎ丸」（長さ7.65m）、「かわせみ丸」（長さ5.45m）
- 交通アクセス：JR山陽本線嘉川駅下車、幸の橋バス停から宇部市営バス下小野下車、徒歩3分。

#### 練習船

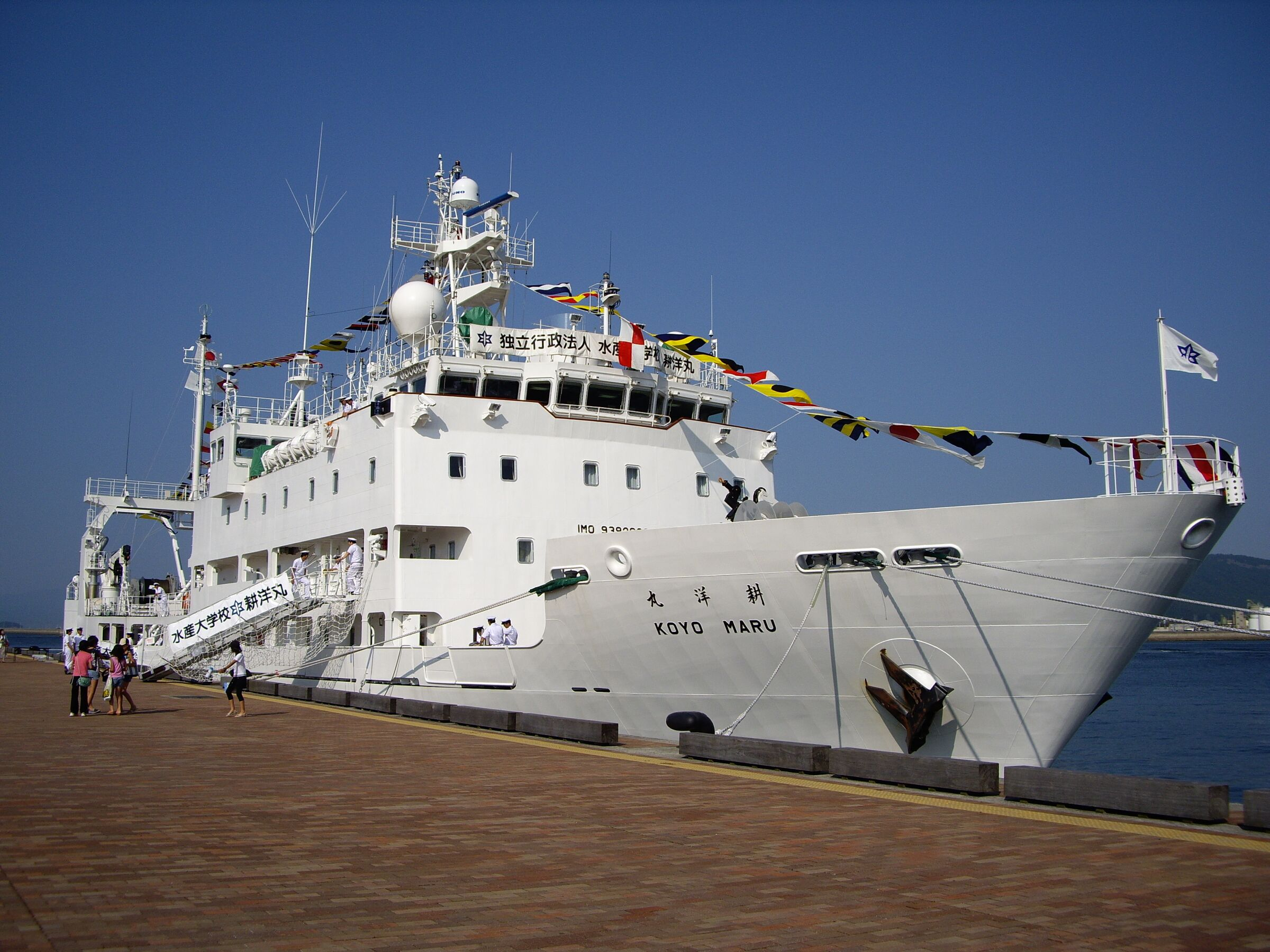
耕洋丸 第4代（前方、後方）

##### 耕洋丸
- 耕洋丸 (初代)
  - 竣工 - 1944年
  - 総トン数 - 71.47トン
  - 長さ×幅×深さ - 22.50m×5.15m×2.55m
  - 建造 - 石黒造船所

1946年（昭和21年）に中国青島まで荷物を運び中国側に接収される。その後は不明。

- 耕洋丸 (2代)
  - 竣工 - 1958年
  - 総トン数 - 1215トン
  - 長さ×幅×深さ - 66.99m×11.20m×5.60m
  - 定員 - 109名（乗員44名、教官5名、学生60名）
  - 航海速力 - 13.0ノット
  - 建造 - 三菱造船下関造船所

- 耕洋丸 (3代)
  - 竣工 - 1978年
  - 総トン数 - 1988.62トン
  - 国際総トン数 - 2342トン
  - 長さ×幅×深さ - 81.40×13.00×8.40m
  - 計画満載喫水 - 5.7m
  - 定員 - 144名（乗組員45名、教官5名、学生94名）
  - 航海速力 - 14.0ノット
  - 建造 - 林兼造船下関造船所

- 耕洋丸 (4代)稼働中
  - 竣工 - 2007年6月29日
  - 総トン数 - 2352トン
  - 国際総トン数 - 2703トン
  - 長さ×幅×深さ - 87.59m×13.60m×8.8m
  - 計画満載喫水 - 5.9m
  - 定員 - 109名（船員42名、その他乗船員67名）
  - 航海速力 - 14.0ノット
  - 建造 - 三菱重工業下関造船所

##### 天鷹丸
- 天鷹丸（初代）
  - 1949年（昭和24年） - 建造、総トン数226トン。農林省東海区水産研究所に所属
  - 1960年（昭和35年） - 大幅に改装
  - 1961年（昭和36年）4月 - 水産大学校に配置換え

- 天鷹丸（第2代）
  - 1964年（昭和39年）2月29日 - 進水
  - 1964年（昭和39年）3月30日 - 水産大学校に配置換え
  - 1967年（昭和46年）7-9月 - 船体延長工事（518.31トン）を行う

- 天鷹丸（第3代）
  - 竣工 - 1985年5月
  - 総トン数 - 716トン
  - 国際総トン数 - 1020トン
  - 長さ×幅×深さ - 62.60×10.40m×6.4m
  - 計画満載喫水 - 4.6m
  - 定員 - 83名（船員29、その他乗船者54）
  - 航海速力 - 12.5ノット
  - 建造 - 三菱重工業下関造船所
  - 1996年（平成8年）1-3月 - 船体延長工事を行う。
- 天鷹丸（第4代）稼働中　
  - 竣工 - 2017年10月31日
  - 総トン数 - 995トン
  - 国際総トン数 - 1354トン
  - 長さ×幅×深さ - 64.67×11.90m×6.98m
  - 定員 - 87名（船員28名、学生50名、その他）
  - 航海速力 - 12ノット
  - 機関 - ハイブリッド推進システム
    - 低速4ストロークディーゼル機関（阪神LA34RG 1700kW）+推進電動機兼軸発電機（350/400kW）

  - 建造 - 三菱造船下関造船所
  - 2018年　シップオブザイヤー2017漁船・作業船部門賞受賞

##### 紺碧
水産大学校周辺海域を主に、実習及び海洋観測などの海上での教育教育・研究活動に使用する小型の実験実習艇である。
- 竣工 - 1993年
- 総トン数 - 12トン
- 長さ×幅×深さ - 15.55m×3.40m×1.90m
- 定員 - 28名
- 航海速力17ノット

### 講堂
- 中部講堂（解体）

### 寮
学生寮として下関キャンパス内に「滄溟寮」があり、男子寮（129名、全室個室）と女子寮（48名、全室個室）がある。

## 対外関係

### 他大学との協定
海外の3大学と学術提携を結んでいる。
- 上海海洋大学 - 中国
- 釜慶大学校 - 韓国
- 南太平洋大学 - フィジー

他に、海外の以下の組織とも提携している。
- 海洋バイオ食医薬事業団 - 韓国
- SEAFDEC（South East Asian Fisheries Development Center）

### 関係校
- 各大学の水産学部
- 水産高等学校